# Cine de Kenia

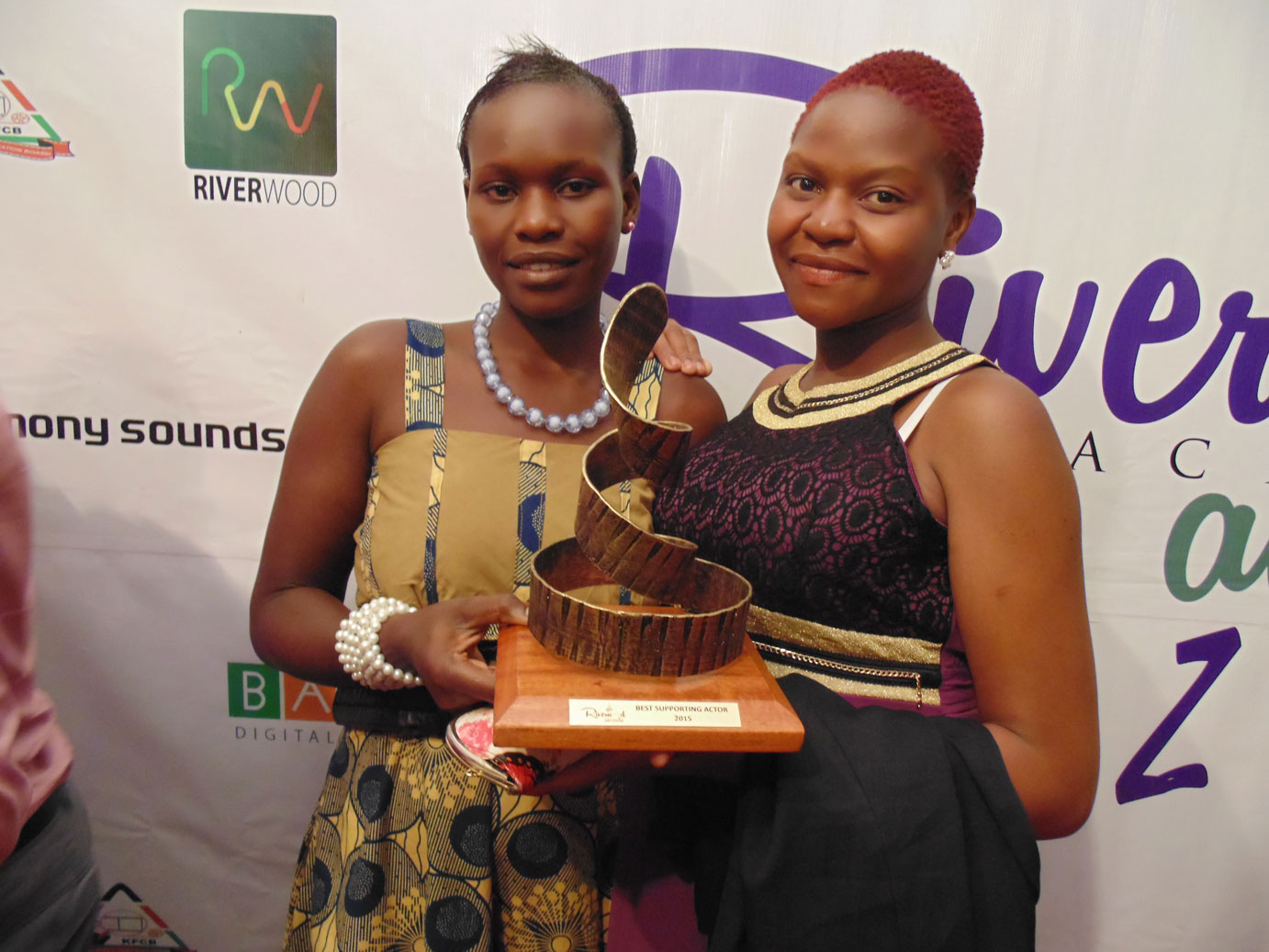
Premios Riverwood 2015

El cine de Kenia se refiere a la industria cinematográfica de Kenia. Aunque es una industria muy pequeña en comparación con Occidente, Kenia ha producido o ha sido un lugar de rodaje para películas desde principios de la década de 1950, cuando se filmó Men Against the Sun en 1952. Aunque, en los Estados Unidos, las epopeyas de la jungla ambientadas en el país fueron filmadas en Estados Unidos en Hollywood, ya en la década de 1940.

## Cine keniano
En lugar de películas con contenido ficticio, Kenia ha producido películas documentales que a menudo relacionan las condiciones de la población y la pobreza en las principales ciudades de Kenia. Desde el año 2000 se han incrementado en el país los largometrajes sobre tecnología DV. Incluyen Dangerous Affair, Project Daddy y Money & the Cross de Njeri Karago, Babu's Babies de Christine Bala, Naliaka va por Albert Wandago, El precio de una hija y Detrás de puertas cerradas por Jane Murago-Munene, La tarjeta verde por Brutus Sirucha, Malooned de Bob Nyanja, "The Great Betrayal" de Ingolo wa Keya, All Girls Together de Cajetan Boy, Help de Robert Bresson y From a Whisper de Wanuri Kahiu, y Jitu Films movies: Mob Doc, R2 Security, Zeinabu Rudi Nyumbani Persiguiendo a Moisés, egoísta, yo, mi esposa y su gurú, Grave Yard y Through Hell; y The Hammer, de Cezmiq Cast, y la prohibida película de terror Otto the Bloodbath.

## Previo a 2000
Entre los largometrajes anteriores al 2000 se encuentran The Battle of the Sacred Tree (1995) de Wanjiru Kinyanjui, que ganó varios premios (OCIC y el premio The Black Filmmakers Hall of Fame en los Estados Unidos), Saikati y Saikati Enkabaani de Anne Mungai, "The Married Bachelor " (1997) de Ingolo wa Keya y Kolor Mask de Sao Gamba. También están aumentando numerosas ficciones cortas, como "The Baisikol" (1997) de Ingolo wa Keya, Ras Star de Wanuri Kahiu, Subira del director de cine indio con base en Kenia Ravneet Sippy Chadha, Vida en Re mayor por Angelo Kinyua, y Extractos de mí por William Owusu.

## Promoción gubernamental de la realización de películas
El gobierno de Kenia ha hecho un esfuerzo consciente para desarrollar el cine de Kenia como una industria, y en 2005 el gobierno ayudó a establecer la Comisión de Cine de Kenia (KFC), que entró en funcionamiento a mediados de 2006. La Comisión de Cine de Kenia tiene como objetivo promover la industria no solo dentro del país, sino aumentar la conciencia internacional y el interés de posibles inversores. La comisión pertenece al Ministerio de Información y Comunicación que encabeza Samuel Poghisio. Apoya a la industria cinematográfica de Kenia proporcionando instalaciones para proyecciones y filmaciones y organizando varios talleres para educar a los cineastas locales que desean ingresar a la producción cinematográfica. También es responsable de asesorar sobre licencias e inmigración; Así como facilitar el proceso de filmación para cineastas. La Comisión también está estableciendo una base de datos que incluirá directores de películas, productores, agentes, talentos locales, partes interesadas y proveedores de servicios para elevar el perfil de la industria cinematográfica de Kenia.